# Neoíntima
La neoíntima és una nova capa que es forma en la part interna de la paret de les artèries, degut a una arterioesclerosi o a conseqüència de la col·locació de pròtesis en una angioplàstia transluminal coronària (ATC) amb globus. Es forma per la proliferació de cèl·lules del teixit muscular llis i de la síntesi de matriu extracel·lular. Es diposita en la part interna de les artèries o en la superfície de les pròtesis (stent o angioplàstia) i no altera el diàmetre extern de l'artèria. Això desemboca en una reestenosis. La neoíntima està formada bàsicament per cèl·lules musculars llises, que canvien el seu metabolisme per tal de regenerar-se més ràpidament.
- Parts de la àrtèria: 
  - íntima, constituïda per l'endoteli.
  - mitjana, formada per fibres musculars llises, elàstiques i fibres de col·lagen.
  - externa.

## Formació

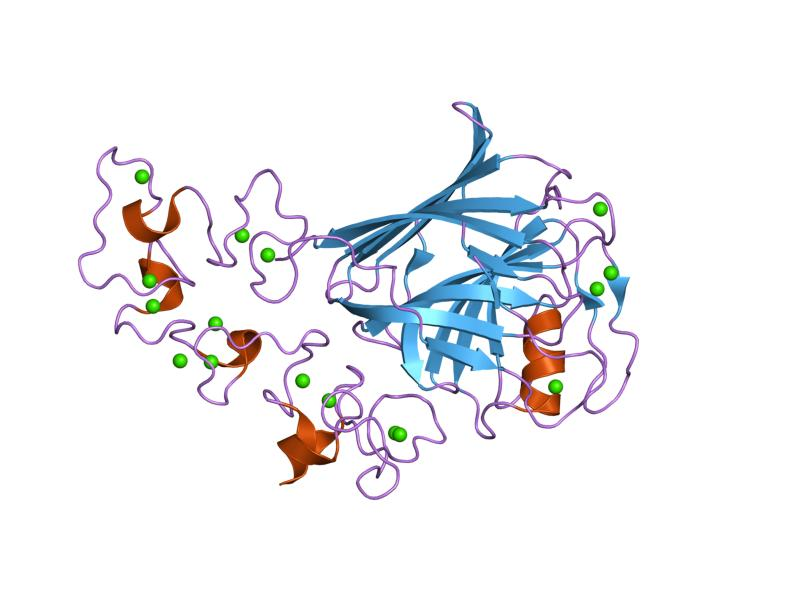
Estructura molecular de la trombospondina

Després d'una ATC l'endoteli queda danyat i el col·lagen queda exposat al torrent sanguini. El contacte del col·lagen amb les plaquetes fa que aquestes s'activin i alliberin un factor de creixement (PDGF-BB). Aquest fa que les fibres musculars llises proliferin i migrin cap al teixit danyat. En aquest procés tenen un paper important les glicoproteïnes de la matriu extracel·lular tenascina i thrombospondina, implicades en la regeneració de teixits i en el moviment cel·lular. L'habilitat d'aquestes glicoproteïnes per regular els punts d'interaccions adhesives entre la cèl·lula i l'espai extracel·lular fan pensar que tenen un paper clau en la conversió de cèl·lules musculars llises estacionàries en cèl·lules que migren cap al lumen i es divideixen malgrat la gran força adhesiva de la paret arterial.
Aquest procés és regulat per moltes molècules diferents, en destaquen la TGF-β, α-thrombina, PDGF-BB, angiotensina II, entre d'altres. La majoria d'elles estimulen el procés de divisió de les SMC i la producció de ECM. Tot i així també hi ha altres que alenteixen la formació de neoíntima com l'enzim ACE. Aquest redueix l'extensió de la capa impedint la migració de les SMC cap al lumen evitant així un estretament excessiu de l'artèria.

## Evolució temporal
Les respostes de les cèl·lules del múscul llis (SMC) es mostren en tres estadis diferents després d'una lesió aguda vascular.
1. Durant les primeres 48h, les SMC comencen el seu cicle cel·lular i es divideixen. Després de la primera ronda de replicació, el nombre de SMC està pràcticament restaurat en la zona de la lesió.
2. Entre les 48-72h després de la ferida, la majoria de les SMC han retornat al seu estat inactiu. Tanmateix, una part de la subpoblació escapa de la inhibició de creixement i continua replicant-se i migra cap a la superfície luminal. Aquestes cèl·lules serveixen com a progenitors per la majoria de les cèl·lules del múscul llis de la neoíntima que es troben més endavant.
3. Després de 2 o 5 dies de la lesió, les SMC migren cap al lumen, colonitzen la superfície íntima i comencen a formar una nova capa de l'artèria (neoíntima). Els desplaçaments de les SMC cap al lumen segueixen gradients de quimiotàctics de la paret que depenen de la producció de proteases de la matriu.
4. Durant les setmanes següents, el nombre de SMC continua creixent. En aquest punt les cèl·lules SMC de la neoíntima sintetitzen i produeixen l'ensamblatge de les ECM (molècules de la matriu extracel·lular implicades en l'adhesió) com el col·lagen, fibronectina, tenascina, thrombospondina, elastina i proteoglicans. Tot aquest procés és imprescindible per la formació d'una nova capa en el líquid intersticial
5. Després d'un mes de la lesió, la proliferació de les SMC es redueix considerablement donat que les cèl·lules endotelials sanes proliferen per tal de recobrir la lesió. Tot i així, la neoíntima dobla la seva mida degut a la producció continua en alts nivells de ECM i això provoca una major disminució del lumen vascular.

## Mètodes d'investigació
És important remarcar que tota la informació coneguda de la formació d'aquesta capa prové d'experiments realitzats amb ratolins. Es creu la idea que en els humans aquest procés és bastant similar però encara no és del tot segur. Una altra hipòtesi que s'està investigant és la proliferació de les ECM que provoca l'aparició d'una nova capa però sense la divisió massiva de les SMC.